# Falko Götz
Falko Götz (* 26. März 1962 in Rodewisch) ist ein deutscher Fußballtrainer und ehemaliger -spieler. Er trainierte zuletzt den FSV Frankfurt.

## Sportliche Laufbahn

### Club- und Vereinsstationen
Götz begann in Ost-Berlin beim FC Vorwärts Berlin mit dem Fußballspielen und wechselte nach dessen Delegierung nach Frankfurt (Oder) 1971 in die Jugendabteilung des BFC Dynamo. Zu seinen Erfolgen im Nachwuchs zählt unter anderem der Gewinn des DDR-Juniorenmeistertitels im Jahr 1978, schon damals mit Dirk Schlegel.
Beim BFC gelang ihm 1980 der Sprung in die 1. Männermannschaft, für die er bis 1983 in der DDR-Oberliga 40 Spiele absolvierte und zwölf Tore erzielte. Parallel war er zu Beginn seiner Karriere im Männerbereich im Nachwuchsoberligateam des BFC aktiv. In dieser Spielklasse wurde er 1981/82 gemeinsam mit Frank Lindemann dank 16 Treffern Torschützenkönig.
Am 2. November 1983 setzte er sich zusammen mit Dirk Schlegel vor dem Europapokalspiel bei Partizan Belgrad in die bundesdeutsche Botschaft in Jugoslawien ab. Nach der Flucht wurde er von der FIFA aufgrund der damals gültigen Regeln für ein Jahr gesperrt. Infolgedessen bestritt Götz am 3. November 1984 sein erstes Bundesligaspiel in Westdeutschland für Bayer Leverkusen. Sein erstes von 46 Bundesligatoren erzielte er fünf Wochen später bei der 1:2-Auswärtsniederlage gegen den SV Waldhof Mannheim. In diesem Spiel erhielt er auch seine erste Gelbe Karte in der Bundesliga. Da die Behörden der Tschechoslowakei keine Sicherheitsgarantie für Götz abgaben, verzichtete er im Oktober 1986 auf die Teilnahme an einem Auswärtsspiel mit Leverkusen bei Dukla Prag. Sein größter Erfolg mit Leverkusen war der Gewinn des UEFA-Pokals 1988. Bayer Leverkusen hatte das Final-Hinspiel gegen Espanyol Barcelona 0:3 verloren. Im Rückspiel, das die Werkself im Elfmeterschießen gewinnen konnte, erzielte Götz durch einen Flugkopfball das zwischenzeitliche 2:0. Dennoch wurde sein Vertrag in Leverkusen nicht verlängert. 
Mit dem 1. FC Köln wurde er 1989 und 1990 Vizemeister und 1991 Vizepokalsieger. Mit Galatasaray Istanbul holte er 1993 das Double in der Türkei und wurde 1994 Türkischer Meister. In dieser Zeit spielte er auch in der Champions League. Mit Hertha BSC stieg er 1997 in die Bundesliga auf.

### Auswahleinsätze
Götz wurde aufgrund seiner Leistung im BFC-Nachwuchs und später in der Oberliga auch für die Auswahltrainer des DFV interessant. 1980 zählte er zum Kader der ostdeutschen U-18, die beim letzten UEFA-Juniorenturnier, der inoffiziellen Europameisterschaft dieser Altersklasse, vor heimischem Publikum antrat. In der DDR-Nachwuchsnationalelf wurde er bis zu seinem Weggang aus der DDR 15-mal eingesetzt.

### Erfolge als Spieler
- DDR-Meister: 1981, 1982, 1983
- 1988 UEFA-Cup-Sieger (mit Bayer Leverkusen)
- 1989 Deutscher Vize-Meister (mit dem 1. FC Köln)
- 1990 Deutscher Vize-Meister (mit dem 1. FC Köln)
- 1991 DFB-Pokal-Finale (mit dem 1. FC Köln)
- 1993 Türkischer Meister und Pokalsieger (mit Galatasaray Istanbul)
- 1994 Türkischer Meister (mit Galatasaray Istanbul)

## Trainerlaufbahn
Von 1997 bis Februar 2002 war Götz in der Amateur- und Jugendabteilung von Hertha BSC tätig. In der Rückrunde der Saison 2001/02 trainierte er übergangsweise die Profis des Clubs. Vom 12. März 2003 bis zum 17. April 2004 war er als Cheftrainer des TSV 1860 München tätig; er wurde sechs Spieltage vor Saisonende entlassen und durch Gerald Vanenburg ersetzt. Am Ende der Saison stieg der TSV 1860 München ab. Ab dem 1. Juli 2004 war er Cheftrainer von Hertha BSC. In der Bundesliga-Saison 2004/05 erreichte die Mannschaft Tabellenplatz 4 mit der besten Defensive der Liga und qualifizierte sich für den UEFA-Pokal 2005/06. Am 10. April 2007 wurde er zusammen mit seinem Co-Trainer Andreas Thom wegen Erfolglosigkeit entlassen. 
Nach der Winterpause 2008/09 übernahm Götz im Januar 2009 als Cheftrainer den Regionalligisten Holstein Kiel. Mit dem Verein gewann er am Ende der Spielzeit die Meisterschaft der Regionalliga Nord und stieg in die 3. Liga auf. Er wurde am 16. September 2009 fristlos entlassen. Ihm wurde vorgeworfen, dem Spieler Marco Stier nach einem verlorenen Spiel gegen Eintracht Braunschweig mit der Hand mehrere Schläge gegen die Stirn versetzt zu haben. Diese Tätlichkeit erkannte das Kieler Arbeitsgericht in erster Instanz als Begründung für die fristlose Kündigung an. Im September 2010 einigten sich beide Parteien im Berufungsverfahren auf einen Vergleich, wonach Holstein Kiel alle Vorwürfe gegen Götz fallen ließ und einer Abfindungssumme von 750.000 Euro zustimmte.
Im Mai 2011 verpflichtete der vietnamesische Fußballverband Götz als Trainer der A-Nationalmannschaft und der U-23. Er erhielt einen Zweijahresvertrag, wurde aber im Dezember 2011 nach Unstimmigkeiten mit dem Präsidium wieder entlassen. Ende April 2013 wurde er als Nachfolger von Karsten Baumann neuer Trainer des Zweitligisten FC Erzgebirge Aue. Nach einer guten Saison 2013/14, aber einem schwachen Start in die Saison 2014/15 wurde er am 2. September 2014 von seinen Aufgaben als Trainer entbunden. Am 30. Juni 2015 verpflichtete der 1. FC Saarbrücken Götz als Trainer für die kommende Regionalliga-Saison. Am 2. März 2016 trat er nach Unstimmigkeiten mit der Vereinsführung zurück.
Am 11. April 2016 verpflichtete der Zweitligist FSV Frankfurt Götz als Cheftrainer bis zum Saisonende. Er übernahm den Posten vom entlassenen Tomas Oral. Am 15. Mai 2016 stieg Götz mit dem FSV Frankfurt in die 3. Liga ab, obwohl er das letzte Spiel gegen den TSV 1860 München mit 2:1 gewann.
Seit 2019 ist er Mitarbeiter im Nachwuchsleistungszentrum und Scout bei Bayer 04 Leverkusen.

## Trivia
2004 wurde durch eine Studie von Giselher Spitzer bekannt, dass Götz vom DDR-Doping betroffen war und in seiner Berliner Zeit zweimal positiv getestet wurde. Laut Spitzer erhielten die Spieler die Präparate ohne ihr Wissen. Götz schloss sich einer Sammelanzeige an.
Falko Götz unterstützt als „Arche-Botschafter“ die Arche-Kindertagesstätten.
Heute spielt Götz in der Traditionsmannschaft von Bayer 04 Leverkusen.